# Aeroportul Terre Haute
Aeroportul Terre Haute (IATA: HUF, ICAO: KHUF, FAA LID: HUF) este un aeroport din Indiana, Statele Unite ale Americii ce deservește zona Terre Haute. Aeroportul a fost tranzitat în 2019 de 800 de pasageri. A fost numit după zona deservită.
Situat la o altitudine de 180 m, aeroportul dispune de 3 piste.

## Infrastructură

### Piste
Aeroportul dispune de 3 piste: 
- pista 05/23 din asfalt, cu dimensiunile 9.020 picioare × 150 picioare
- pista 14/32, cu dimensiunile 7.200 picioare × 150 picioare
- pista 18/36, cu dimensiunile 4.000 picioare × 150 picioare